# ズバイル
ズバイル（Az Zubayr）は、イラクのバスラ県の都市である。人口は、124,611人（2007年）である。